# 拉瓦诺斯
拉瓦诺斯，是西班牙卡斯蒂利亚-莱昂布尔戈斯省的一个市镇。总面积41平方公里，总人口81人（2001年），人口密度2人/平方公里。